# Springsure
Springsure (829 habitants) est un village du centre du Queensland en Australie à 765 km au nord-oust de Brisbane sur la Gregory Highway.

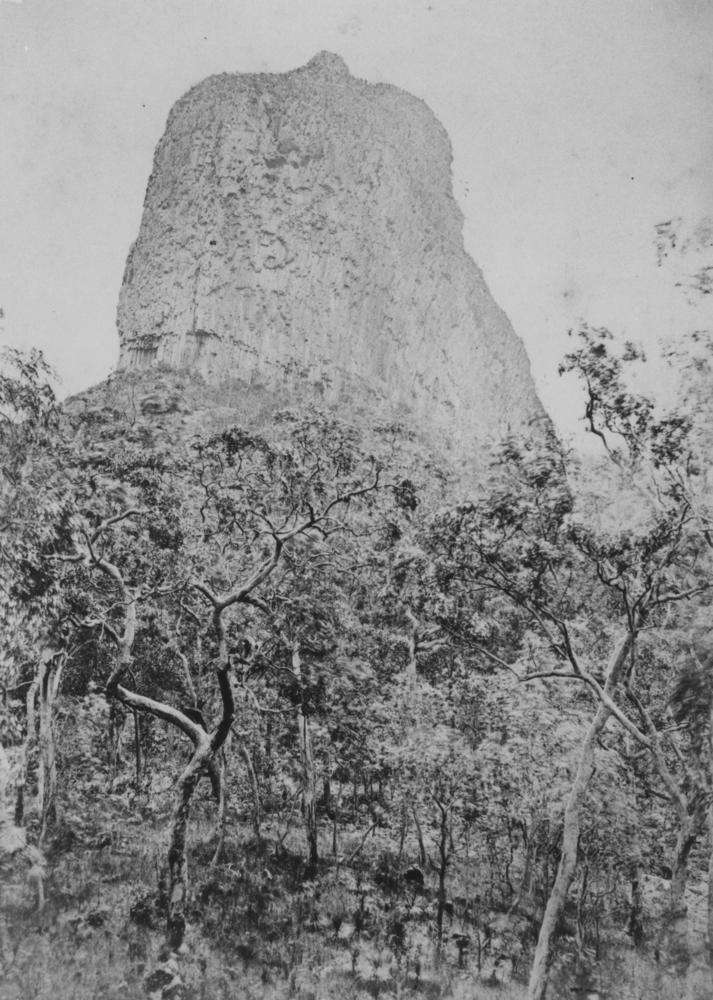
Mont Zamia (dit Knob), vers 1877

## Référence
- Statistiques sur Springsure